# Zeytineli, Urla
Zeytineli là một xã thuộc huyện Urla, tỉnh İzmir, Thổ Nhĩ Kỳ. Dân số thời điểm năm 2010 là 276 người.